# Булаев, Александр Дмитриевич
Александр Дмитриевич Булаев (1910—1943) — советский лётчик-ас истребительной авиации, участник советско-финской и Великой Отечественной войн, Герой Советского Союза (1943). Майор Рабоче-крестьянской Красной Армии.

## Биография
Александр Булаев родился 9 сентября 1910 года на станции Чаны (ныне — посёлок в Новосибирской области) в семье железнодорожника. Окончил среднюю школу. Переехав в Омск, два года работал на стройках. Окончил два курса Омского института инженеров железнодорожного транспорта и аэроклуб, после чего перевёлся в Ленинградский химико-технологический институт. В 1934 году Булаев добровольно пошёл на службу в Рабоче-крестьянскую Красную Армию. В 1936 году он окончил Харьковскую военную авиационную школу пилотов. С 1936 года был лётчиком-инструктором в военных авиационных школах, с 1938 года служил в ВВС Ленинградского военного округа. Принимал участие в советско-финской войне. За время этой войны совершил 120 боевых вылетов, 40 из которых — на штурмовку наземных целей. Сведения о сбитых Булаевым самолётах в ходе советско-финской войны разнятся: по одним данным он сбил 9 самолётов противника и стал самым результативным лётчиком этой войны, по другим — сбил 2 самолёта лично и 3 в группе.
С первых дней Великой Отечественной войны — на её фронтах. Участвовал в битве за Ленинград. Первый свой самолёт на этой войне сбил 27 июня 1941 года. 17 августа 1941 года Булаев, сопровождая группу бомбардировщиков, принял воздушный бой с немецкими истребителями «Мессершмитт». Сбив один, Булаев сам был подбит и выпрыгнул на парашюте. Вечером того же дня он вернулся в полк. В сентябре 1941 года Булаев был переведён на Северо-Западный фронт. С 1942 года майор Александр Булаев командовал эскадрильей 159-го истребительного авиаполка 275-й истребительной авиадивизии 13-й воздушной армии Ленинградского фронта.
Всего за время своего участия в Великой Отечественной войне Булаев совершил 260 боевых вылетов, принял участие в 66 воздушных боях, в ходе которых лично сбил 17 самолётов противника и 1 аэростат, а также 5 самолётов в группе. Вылеты совершал на самолётах «И-16», «Як-1», «Ла-5», «P-40». 17 мая 1943 года Булаев погиб в авиационной катастрофе грузового самолёта «Ли-2» на тыловом аэродроме. Похоронен в братской могиле на Новооктябрьском кладбище Волхова.

## Награды
- Герой Советского Союза — звание присвоено Указом Президиума Верховного Совета СССР от 2 сентября 1943 года (посмертно) за «образцовое выполнение боевых заданий командования на фронте борьбы с немецкими захватчиками и проявленные при этом отвагу и геройство»
- Два ордена Ленина (3.05.1942, 2.09.1943)
- Орден Красного Знамени (15.01.1940)
- Орден Отечественной войны 1-й степени (2.05.1943)
- Две медали[4]